# Gmina Jedwabne
Gmina Jedwabne je polská městsko-vesnická gmina v okrese Łomża v Podleském vojvodství. Sídlem gminy je město Jedwabne.

## Vesnice a osady
Ke gmině kromě města Jedwabne patří 48 vesnic a osad. Pod městsko-venkovskou gminu Jedwabne (celkem 5 634 obyvatel) spadají kromě samotného města Jedwabne následující místa:
- Vesnice – Bartki, Biczki, Biodry, Borawskie, Bronaki-Olki, Bronaki-Pietrasze, Brzostowo, Burzyn, Chrostowo, Chyliny, Grabnik, Grądy Małe, Grądy Wielkie, Janczewko, Janczewo, Jedwabne, Kaimy, Kajetanowo, Kamianki, Karwowo-Wszebory, Kąciki, Kąty, Koniecki, Konopki Chude, Konopki Tłuste, Korytki, Kossaki, Kotowo-Plac, Kotowo Stare, Kotówek, Kubrzany, Kucze Małe, Kucze Wielkie, Kuczewskie, Lipnik, Makowskie, Mocarze, Nadbory, Nowa Wieś, Nowiny, Olszewo-Góra, Orlikowo, Pawełki, Pieńki Borowe, Pluty, Przestrzele, Rostki, Siestrzanki, Stryjaki, Szostaki, Witynie.

- Osady – Biodry-Kolonia,